# 登特勒島
73°1′S 90°13′W / 73.017°S 90.217°W
登特勒島是南極洲的島嶼，位於埃爾斯沃思地的阿博特冰架東部，處於法韋爾島和弗萊徹半島之間，長26公里，根據美國地質調查局測量和該國海軍的空中照片繪入地圖。